# Geotektonika
Geotektonika – dział tektoniki zajmujący się procesami zachodzącymi w skorupie ziemskiej w skali globalnej lub regionalnej.